# Divock Origi
Divock Okoth Origi (Oostende, Bèlgica, 18 d'abril de 1995) és un futbolista belga que juga com a davanter per l'AC Milan. Anteriorment ha estat jugador de Liverpool FC, Lille OSC i VfL Wolfsburg i de la selecció belga.
Origi va néixer a Ostende i va créixer a Houthalen-Oost. Va néixer dins d'una família de futbolistes kenyans. Els seu pare, Mike Origi, va ser jugador de KV Oostende i de la selecció nacional. El seu oncle, Austin Oduor, jugà a Gor Mahia i altres oncles seus, Gerald i Anthony, van jugar a Tusker. El seu cosí, Arnold Origi, també ha estat porter de la selecció nacional. La seva família és de la ètnia Luo.

## Palmarès
Liverpool FC
- 1 Campionat del Món de Clubs: 2019
- 1 Lliga de Campions de la UEFA: 2018-19
- 1 Supercopa d'Europa: 2019
- 1 Premier League: 2019-20
- 1 Copa anglesa: 2021-22
- 1 Copa de la Lliga anglesa: 2021-22